# Grzegorz Wojtkowiak
Grzegorz Wojtkowiak ([ˈɡʐɛɡɔʐ vɔjtˈkɔvʲak], Kostrzyn nad Odrą, Voivodat de Lubusz, 26 de gener de 1984) és un exfutbolista polonès que actualment fa d'entrenador de futbol.

## Selecció nacional
Va debutar amb la selecció nacional de Polònia el 2008 en un partit contra San Marino.